# Marjorie Monaghan
Marjorie Susan Monaghan (nacida el 19 de marzo de 1964) es una actriz estadounidense conocida por su interpretación de Tessa Halloran (también conocida como 'Número Uno') en la serie de televisión Babylon 5.

## Primeros años
Monaghan nació el 19 de marzo de 1964 en el condado de Orange, California. Es de ascendencia irlandesa-celta y comenzó a actuar en la escuela secundaria.

## Carrera
Monaghan ha actuado en varios papeles de ciencia ficción para televisión, incluido el de "JoJo" en Space Rangers y Freya un episodio de Star Trek: Voyager. En 1999 apareció en los ocho episodios de Rescue 77 como un personaje llamado "Kathleen Ryan".  
Monaghan es conocida por sus apariciones en 7 episodios de Babylon 5 como un personaje llamado "Número Uno" (Tessa Holloran).

## Vida personal
Monaghan comenzó a salir con Grant Rosenberg en 2001, con quien luego se casó el 2 de febrero de 2011. 

## Filmografía

### Cine
| Año  | Título                             | Papel           |
| ---- | ---------------------------------- | --------------- |
| 1990 | La hoguera de las vanidades        | Evelyn Moore    |
| 1991 | Aftermath: A Test of Love          | Erica           |
| 1991 | Regarding Henry                    | Rosie Álvarez   |
| 1992 | Némesis                            | Jared           |
| 1994 | Jack Reed: A Search for Justice    | Lorelei Bradley |
| 1998 | The Great War of Magellan          | n/a             |
| 1998 | The Warlord: Battle for the Galaxy | Jana            |
| 1998 | Sorcerers                          | Kree            |

### Televisión
| Año       | Título             | Papel                       | Notas                                   |
| --------- | ------------------ | --------------------------- | --------------------------------------- |
| 1990      | H.E.L.P.           | Jean Ballantry              | 6 episodios                             |
| 1990      | Quantum Leap       | Edie Landsdale              | Episodio: "One Strobe Over the Line"    |
| 1990      | Law & Order        | Cathy                       | Episodio: "Prisoner of Love"            |
| 1991      | Murder, She Wrote  | Elaine Franklin             | Episodio: "Thicker Than Water"          |
| 1991      | L. A. Law          | Amanda Hagen                | Episodio: "Eli's Gumming"               |
| 1993–1994 | Space Rangers      | JoJo                        | 6 episodios                             |
| 1995      | California Dreams  | Entrenadora Hardaway        | Episodio: "Tiffani's Gold"              |
| 1995      | Star Trek: Voyager | Freya                       | Episodio: "Heroes and Demons"           |
| 1996      | Deadly Games       | Sharon                      | Episodio: "Dr. Kramer"                  |
| 1996      | The Pretender      | Martha Poole                | Episodio: "Every Picture Tells a Story" |
| 1997      | The Sentinel       | Elaine Walters              | Episodio: "Poachers"                    |
| 1997      | JAG                | Seaman Alice Tuppany        | Episodio: "Against All Enemies"         |
| 1997–1998 | Babylon 5          | Número Uno (Tessa Holloran) | 7 episodios                             |
| 1999      | Rescue 77          | Kathleen Ryan               | 8 episodios                             |
| 1999      | Becker             | Amanda                      | Episodio: "Imm-Oral Fixations"          |
| 2004      | Andromeda          | Louisa Messereau            | 2 episodios                             |